# NGC 3169
NGC 3169 és una galàxia espiral en la constel·lació del Sextant. La galàxia està gravitatòriament distorsionada per la galàxia veïna NGC 3166. El 2003 s'hi va veure la supernova SN 2003cg.